# Epacris longiflora
Epacris longiflora är en ljungväxtart som beskrevs av Antonio José Cavanilles.
Epacris longiflora ingår i släktet Epacris och familjen ljungväxter. Inga underarter finns listade i Catalogue of Life.

## Bildgalleri

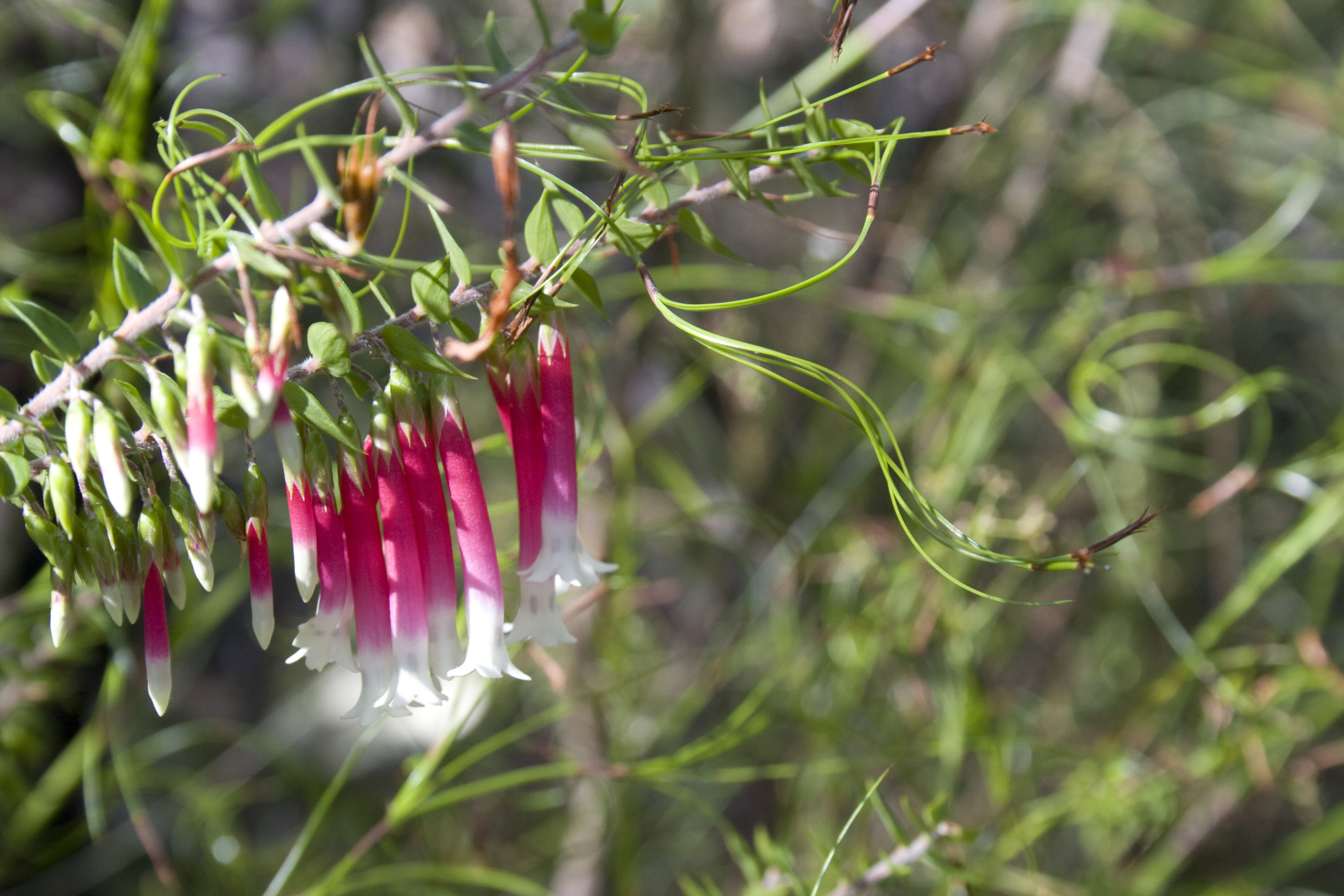
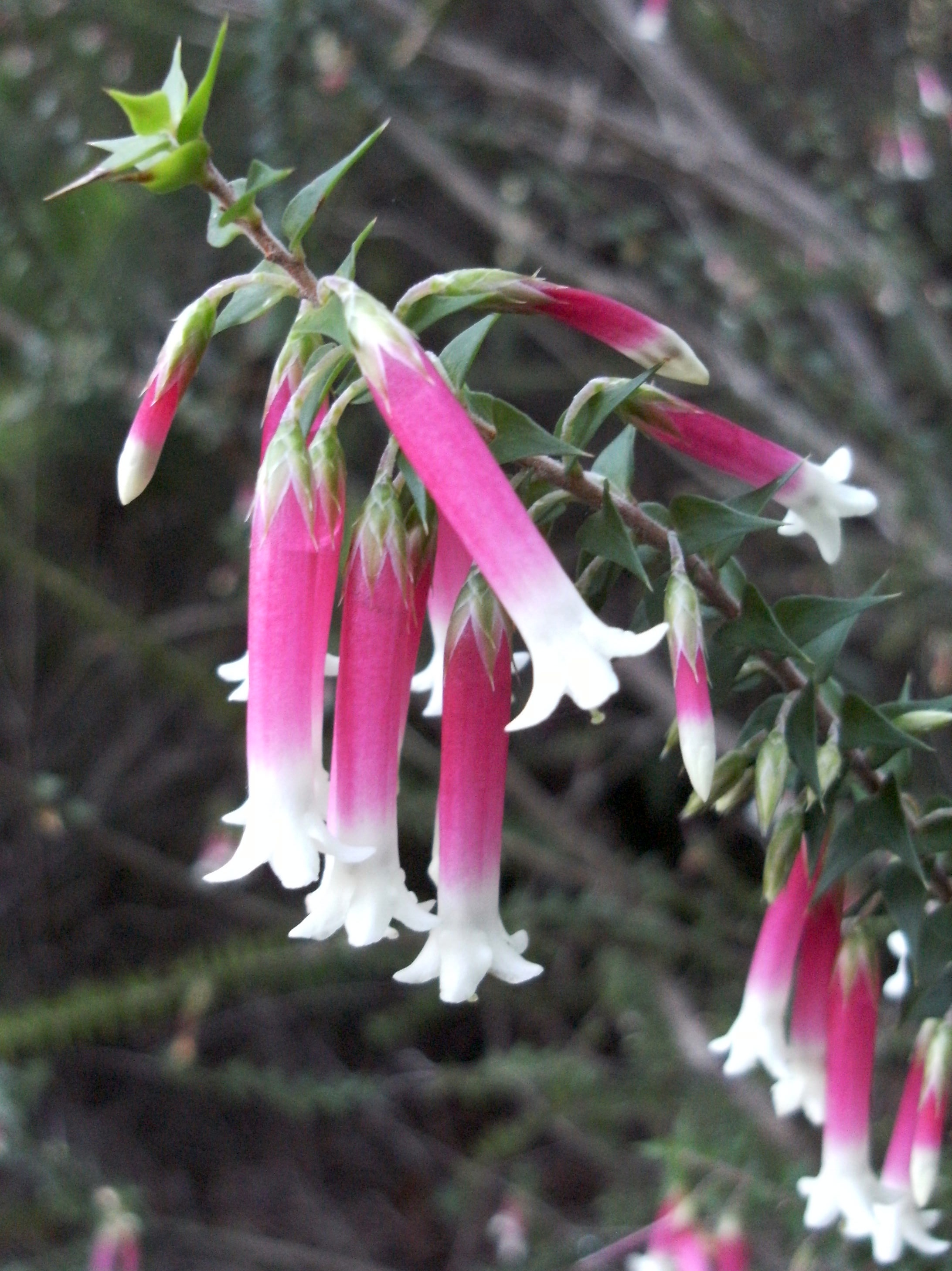
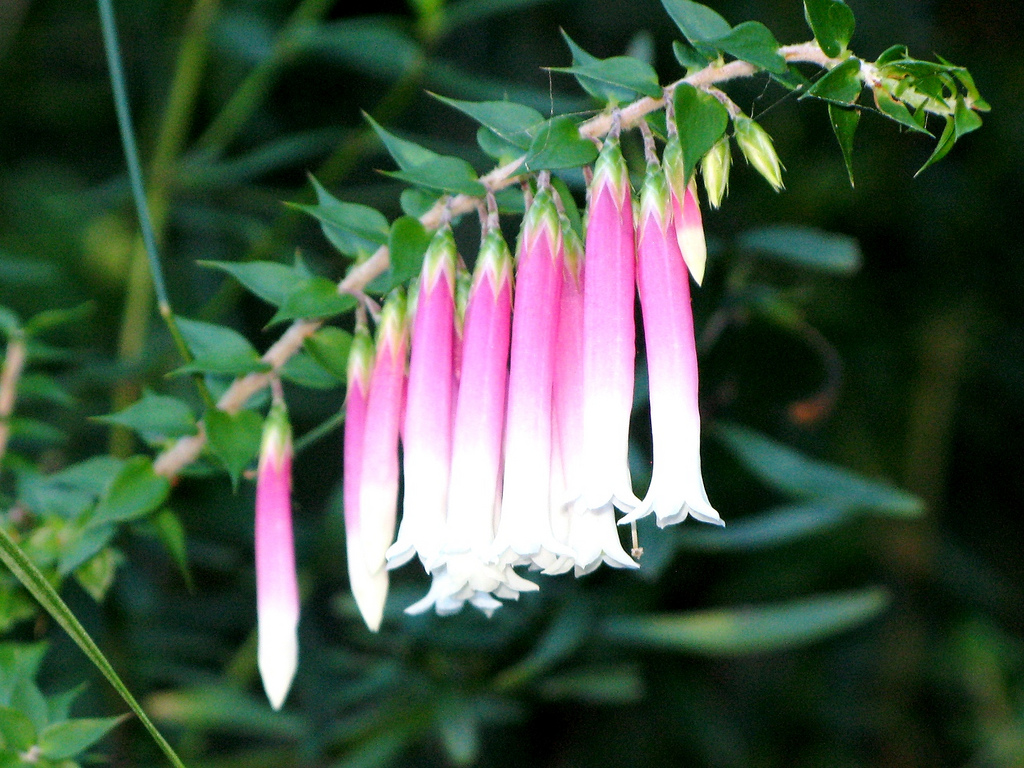
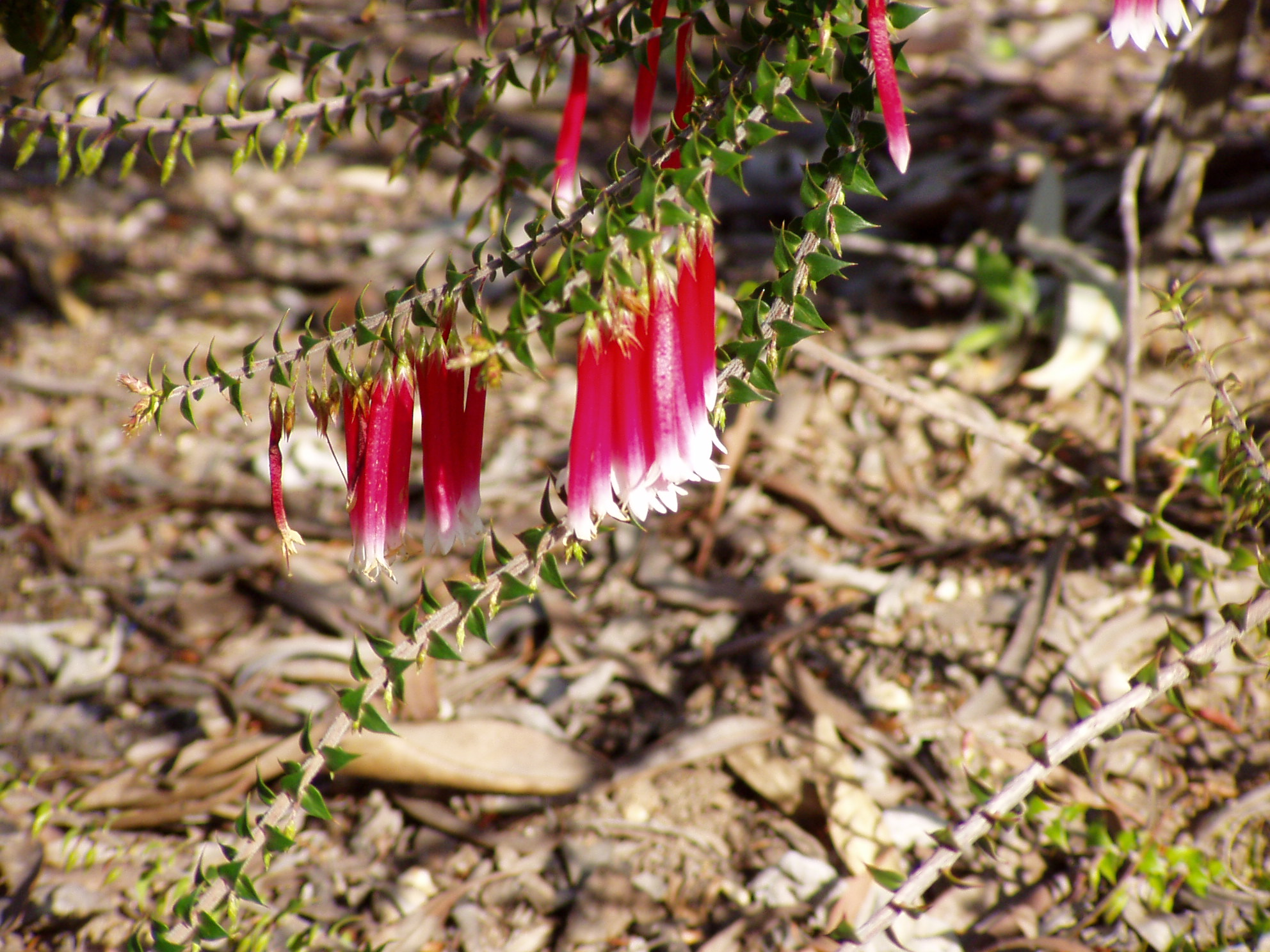
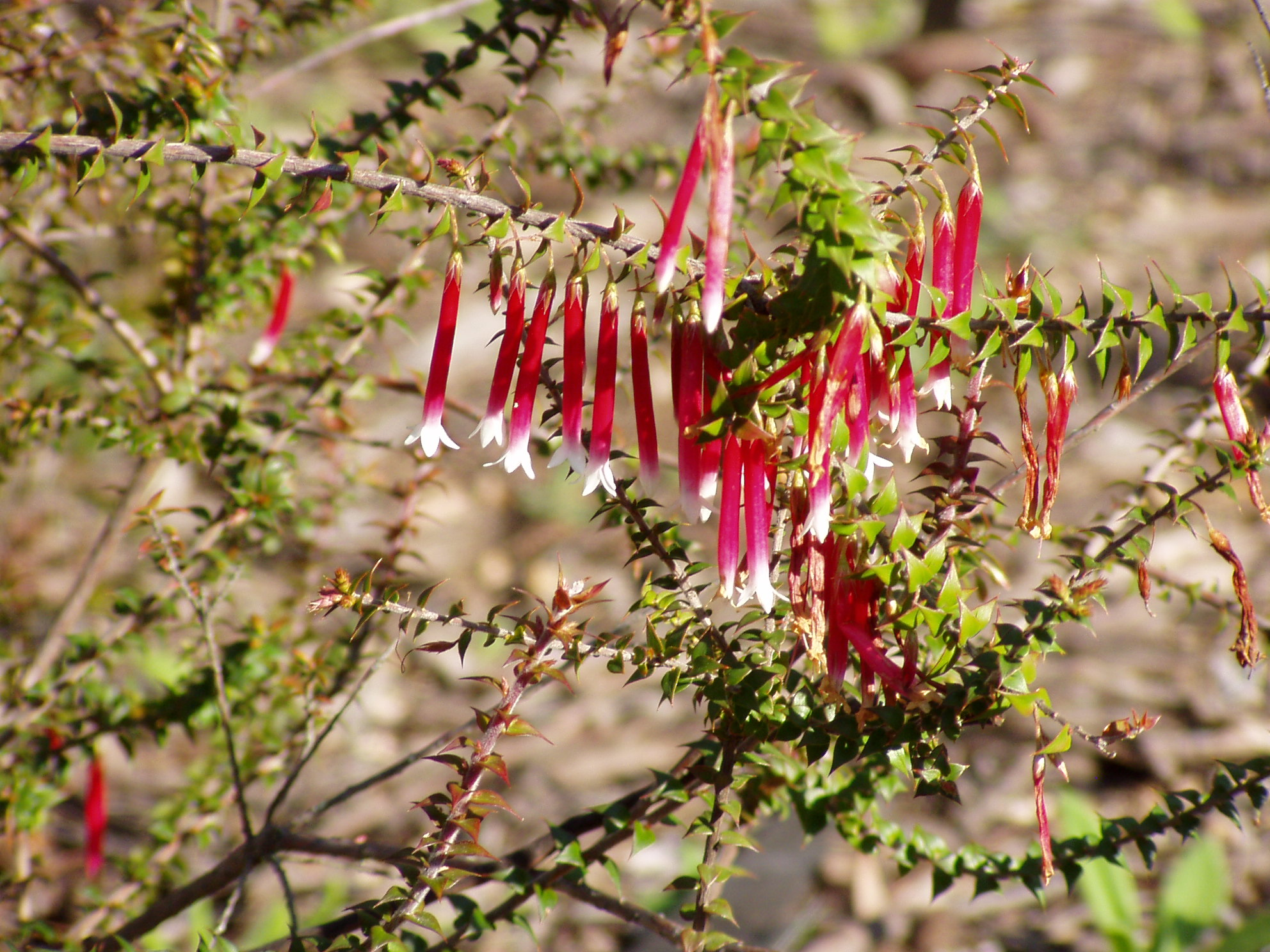
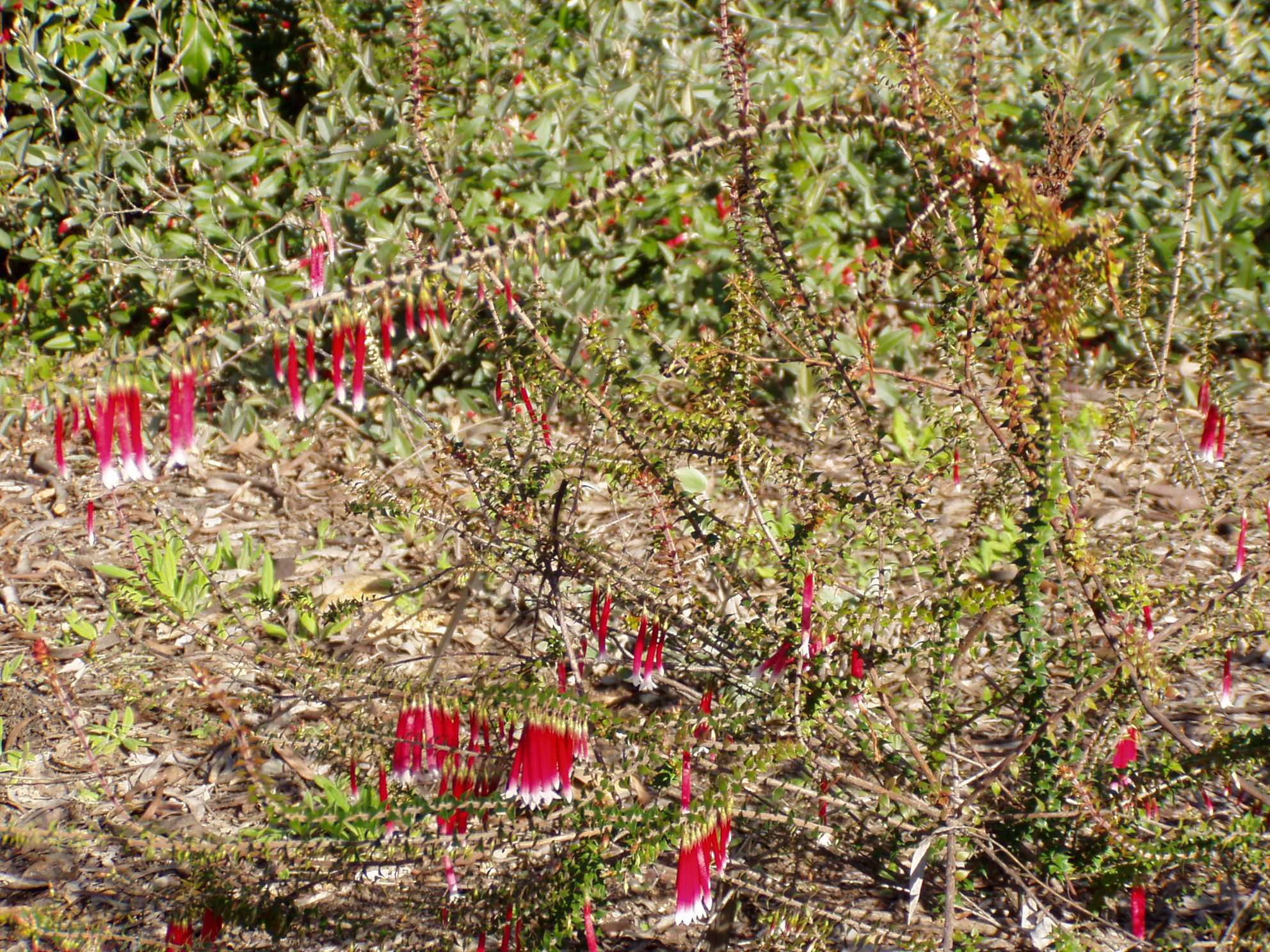